# Stanley Rubin
Pour les articles homonymes, voir Rubin.
Stanley Creamer Rubin, né le 8 octobre 1917 à New York et mort le 2 mars 2014 (à 96 ans) à Los Angeles, est un scénariste et producteur de cinéma et de télévision américain.

## Biographie
Natif du Bronx, il se rend en bus en Californie afin de s'inscrire à l'Université de Californie à Los Angeles (UCLA) en 1933. Une fois sur place, il travaille comme rédacteur en chef du journal étudiant Daily Burn. En 1937, il décide d'abandonner l'université afin de travailler pour un hebdomadaire de Beverly Hills. Il ne retourne à l'UCLA qu'en 2006 pour valider les dernières unités nécessaires à l'obtention de son diplôme.
À partir de là, le jeune Rubin est amené à travailler au sein de Paramount Pictures, expérience qui lance sa carrière de scénariste et de producteur pour le cinéma et le petit écran. Il travaille ensuite pour Columbia Pictures et NBC-TV. En 1949, au cours de la première cérémonie de remise d'Emmy Awards, il accepte la récompense du meilleur film réalisé pour la télévision, pour avoir écrit et produit (en collaboration) l'épisode pilote de la célèbre série Your Show Time, diffusée sur NBC. 
Du début des années 1950 à la seconde moitié des années 1970, Stanley Rubin produit des films pour plusieurs maisons de production, dont CBS-TV, Universal Studios et Metro-Goldwyn-Mayer. Il est à nouveau nommé aux Emmy Awards en 1969 pour la production de la série comique The Ghost & Mrs. Muir et une nouvelle fois en 1976 pour avoir coproduit le téléfilm Babe, dans lequel Susan Clark incarne l'athlète Mildred Didrikson Zaharias. Du côté du cinéma, il produit, entre autres, le thriller noir L'Énigme du Chicago Express en 1952, Rivière sans retour en 1954, avec Marilyn Monroe comme actrice principale, et la comédie Francis in the Navy en 1955.
Après son départ de Metro-Goldwyn-Mayer, il devient producteur indépendant. En 1990, son travail comme coproducteur est une dernière fois crédité dans le film Chasseur blanc, cœur noir, avec Clint Eastwood.
Stanley Rubin était marié avec l'actrice Kathleen Hughes depuis 1954et était père de quatre enfants. Son parcours fait l'objet d'un documentaire, Stanley Rubin: A Work in Progress, écrit et réalisé par Kellett Tighe en 2008.
Stanley Rubin meurt à son domicile de Los Angeles le 2 mars 2014, âgé de 96 ans.